# Behrendorf (Schleswig-Holstein)
Behrendorf è un comune di 601 abitanti dello Schleswig-Holstein, in Germania.
Appartiene al circondario (Kreis) della Frisia Settentrionale (targa NF) ed è parte della comunità amministrativa (Amt) di Viöl.